# Hilario Álvarez
Hilario Álvarez, fue un curaca cuzqueño, y militar peruano que protagonizó la toma de los cuarteles españoles la noche del 8 de octubre de 1820, durante las revueltas libertarias de la Independencia de Guayaquil que formaba parte del Gobierno de Guayaquil, dentro del Virreinato del Perú y fue un de los firmantes de su acta de independencia.

## Biografía
Llegó a Guayaquil desde Perú en 1819 como teniente del batallón de "Granaderos de Reserva del Cuzco", pronto se unió al bando libertario. Junto con el teniente coronel peruano-cuzqueño Gregorio Escobedo, segundo al mando de los Granaderos de la Reserva, en la madrugada del 9 de octubre de 1820 inicio el primer movimiento al tomar preso al comandante de los Granaderos de Reserva, el coronel Benito García del Barrio. Álvarez fue quien convenció a los sargentos españoles Pavón y Vargas del Cuartel Daule de unirse al bando guayaquileño.
También participó del ataque al cuartel la Planchada en el barrio Las Peñas. Luego de la independencia de Guayaquil, se unió a la División Protectora de Quito como capitán del ejército, formada por el presidente de la Junta de Gobierno de Guayaquil, José Joaquín de Olmedo, tomando parte en todas las acciones de guerra libradas en el defensa de la independencia de la provincia de Guayaquil con el triunfo independentista en la Batalla de Camino Real fue ascendido mayor, participando en las derrotas de Huachi, bajo el mando del bisoño teniente coronel Luis Urdaneta, quien lo culpó de dar la orden retirada, sin embargo, luego del juicio por la derrota fue liberado de la responsabilidad. También peleó en el triunfo definitivo con la Batalla de Pichincha el 24 de mayo de 1822. 
Tenía su residencia en frente al viejo convento de San Agustín, murió poco después de la Batalla del Pichincha.

## Legado
En honor Hilario Álvarez existe una calle en la ciudad de Guayaquil.

### Calle Cacique Álvarez
Es una calle ubicada en el centro de la ciudad de Guayaquil donde forma parte del sector de la Bahía de Guayaquil, antiguamente conocida como calle Lazaristas, en los planos de 1909 ya se denomina con el nombre de Cacique Álvarez. En 1919 la vía cambió de nombre a Juan de Dios Morales y en 1920 retoma el nombre de calle Cacique Álvarez. La vía se extendía desde la avenida Olmedo hasta la calle El Oro, desde 1923 se dividió en la intersección de la calle Gómez Rendón donde da paso a la Calle Noguchi.